# Leptophis dibernardoi
Leptophis dibernardoi — вид змій родини полозових (Colubridae). Описаний у 2022 році.

## Назва
Вид названо на честь бразильського герпетолога Маркоса Ді-Бернардо.

## Поширення
Ендемік Бразилії. Поширений у напівпосушливому регіоні каатинга у штаті Сеара.